# 羅伯·柯德曼斯
羅伯·柯德曼斯（Rob Cordemans，1974年10月31日—）為荷蘭棒球選手，守備位置為投手，現效力於荷蘭棒球聯盟的阿姆斯特丹海盜，曾效力於中華職棒統一獅，中文登錄名為「柯德曼」。

## 經歷
- 荷蘭棒球聯盟DOOR Neptunus（1994年～2005年）
- 荷蘭棒球聯盟Corendon Kinheim（1999年）
- 荷蘭棒球聯盟ADO（2006年）
- 中華職棒統一獅（2007年2月13日～05月28日）
- 荷蘭棒球聯盟ADO（2007年）
- 荷蘭棒球聯盟Sparta/Feyenoord（2008年～2009年）
- 荷蘭棒球聯盟L&D AMSTERDAM（2009年10月～）

## 職棒生涯成績
| 年度   | 球隊   | 出賽 | 先發 | 勝投 | 敗投 | 中繼 | 救援 | 完投 | 完封 | 四死 | 三振 | 責失 | 投球局數 | 防禦率 |
| ------ | ------ | ---- | ---- | ---- | ---- | ---- | ---- | ---- | ---- | ---- | ---- | ---- | -------- | ------ |
| 2007年 | 統一獅 | 8    | 7    | 3    | 4    | 0    | 1    | 0    | 0    | 17   | 28   | 23   | 46.0     | 4.50   |
| 合計   | 1年    | 8    | 7    | 3    | 4    | 0    | 1    | 0    | 0    | 17   | 28   | 23   | 46.0     | 4.50   |

## 特殊事蹟
- 2007年季初統一獅與其簽約，成為中職首位荷蘭籍球員。
- 2007年3月17日對戰La new熊初登板奪下中華職棒生涯首勝。

## 外部連結
- （荷兰文） Dutch Olympic Committee
- 羅伯·柯德曼在Baseball-Reference.com（小聯盟以及海外聯盟）（英语）
- 羅伯·柯德曼在Olympedia（英语）
- 羅伯·柯德曼斯在台灣棒球維基館上的頁面（繁體中文）